# 미카도꿩
미카도꿩(영어: Mikado pheasant, 학명: Syrmaticus mikado 시르마티쿠스 미카도[*])은 꿩과 긴꼬리꿩속에 딸린 꿩의 일종이다. 대만 산간지역의 고유종으로, 산계・파랑까치와 함께 대만의 비공식적 국조로 여겨진다.